# Lumbayanague
Lumbayanague (Bayan ng Lumbayanague) är en kommun i Filippinerna. Kommunen ligger på ön Mindanao, och tillhör provinsen Lanao del Sur. Folkmängden uppgår till 12 835 invånare.

## Barangayer
Lumbayanague är indelat i 22 barangayer.
| - Bagoaingud - Balaigay - Bualan - Cadingilan - Casalayan - Dala (Dalama) - Dilimbayan - Cabuntungan - Lamin - Diromoyod - Kabasaran (Pob.) | - Nanagun - Mapantao-Balangas - Miniros - Pantaon - Pindolonan - Pitatanglan - Poctan - Singcara - Wago - Cadayonan - Cadingilan A |